# Pterostichus cyanicolor
Pterostichus cyanicolor är en skalbaggsart som beskrevs av Maximilien de Chaudoir. Pterostichus cyanicolor ingår i släktet Pterostichus och familjen jordlöpare. Inga underarter finns listade i Catalogue of Life.